# آرامگاه سید زین‌العابدین سجادیان
مقبره سید زین‌العابدین سجادیان مربوط به دوره قاجار است و در کرمان، خیابان ۱۷ شهریور، کوچهٔ شماره ۷ واقع شده و این اثر در تاریخ ۲۲ مرداد ۱۳۸۴ با شمارهٔ ثبت ۱۳۰۸۱ به‌عنوان یکی از آثار ملی ایران به ثبت رسیده است.